# بییالبا د دوئرو
بییالبا د دوئرو (به اسپانیایی: Villalba de Duero) یک شهرستان در اسپانیا است که در استان بورگس واقع شده است.

## خصوصیات
بییالبا د دوئرو ۱۳ کیلومترمربع مساحت و ۶۱۷ نفر جمعیت دارد.